# سیارک ۱۱۱۰۷
سیارک ۱۱۱۰۷ (به انگلیسی: 11107 Hakkoda، نامگذاری:1995UU4) یازده هزار و صد و هفتمین سیارک کشف شده‌است که در ۲۵ اکتبر ۱۹۹۵ کشف شد.
قدر مطلق سیارک برابر ۴۰.۷ است.